# 努尔洪·尤尔达什霍贾耶娃
努尔孔·尤达谢娃（1913年—1929年7月1日）是乌兹别克苏维埃社会主义共和国早期的一位女演員，為最早不著面罩公開演出的女舞者之一，1929年被其兄以名譽殺人為由殺害。

## 生平
尤达谢娃青年時期離家加入一俄羅斯劇團擔任舞者，與後來成為蘇聯人民藝術家的塔马拉·哈侬同事。1928年3月8日，尤达谢娃加入劇團不久後即與另一名女舞者一起在公開演出時脫下面罩。隨後她在劇團巡迴至家鄉馬爾吉蘭時回家探親，由阿姨帶入屋內後被其兄刺殺，警察到場後其兄當即認罪並坦承殺人為預謀，並指他們的父親、當地官員與穆拉迫其以古蘭經為誓執行名譽殺人。隔日尤达谢娃的喪禮在一廣場舉行，有上千人參加，許多女性在其棺材前當場脫去面罩。其父與其兄經審判後被處決，參與謀殺的官員與穆拉則被流放。

## 紀念
尤达谢娃遇害後受乌兹别克苏维埃社会主义共和国表揚為蘇聯楷模與殉道者，1967年馬爾吉蘭當地設立了一座紀念她的雕像，由瓦倫廷·克萊巴諾夫（Valentin Klebanov）打造，但1991年烏茲別克獨立後，此雕像因尤达谢娃胡居姆運動時期女權鬥士的形象不適後蘇聯時代烏茲別克的政治氛圍而被拆除。不過費爾干納現仍有以尤达谢娃為名的劇院「努爾孔劇院」。
此外尤达谢娃的事蹟還被劇作家卡米爾·亞辛創作為一齣歌劇〈努尔孔〉（Nurxon）。